# Trysil
Trysil ist eine Kommune im norwegischen Fylke Innlandet. Die Kommune hat 6542 Einwohner (Stand: 1. Januar 2025). Verwaltungssitz ist die Ortschaft Innbygda. Für die Kommune ist der Tourismus, insbesondere im Wintersportbereich, von größerer Bedeutung.

## Geografie

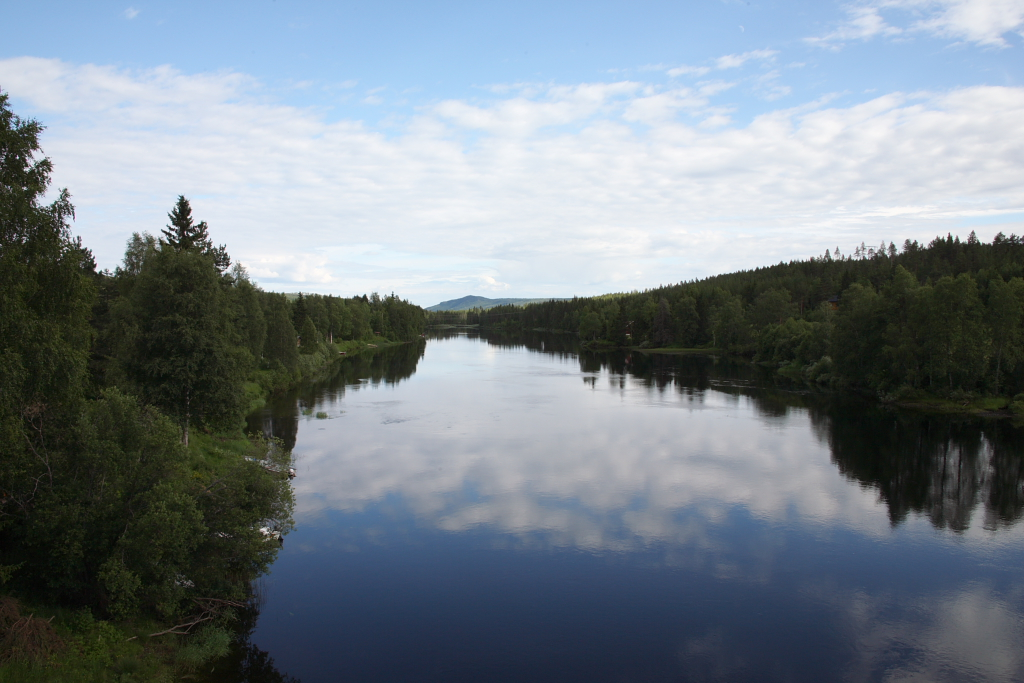
Blick auf die Trysilelva bei Nybergsund

Trysil liegt an der Grenze zu Schweden im Osten Norwegens. In Norwegen grenzt die Gemeinde an Engerdal im Norden, Rendalen im Nordwesten, Åmot und Elverum im Westen sowie an Våler im Süden. Durch Trysil verläuft von Norden Richtung Südosten der Fluss Trysilelva, an dessen Ufer die Ortschaft Innbygda liegt. Der Großteil der Kommune entwässert in den Fluss. Die Trysilelva fällt in der Kommune von 466 moh. an der Grenze zu Engerdal auf 310 moh. an der Grenze zu Schweden. In Schweden verläuft er unter dem Namen Klarälven weiter. Das Flusssystem Trysilelva/Klarälven ist das längste Skandinaviens. Durch den Osten Trysils führt die Ljøra durch das Tal Ljørdalen. Im Westen der Kommune liegt der südliche Teil des Sees Osensjøen. Die Gesamtfläche der Kommune beträgt 3.014,4 km², wobei Binnengewässer zusammen 73,65 km² ausmachen.
Zwischen den Tälern der Kommune liegen Erhebungen zwischen 500 und 600 moh., nur vereinzelt werden Höhen von bis zu 1000 moh. erreicht. Das Gebiet ist stark von Mooren durchzogen. Die höchsten Berge liegen im Norden Richtung Schweden und Engerdal. Die Erhebung Tverrfjellet auf der Grenze zu Engerdal stellt mit einer Höhe von 1208,69 moh. den höchsten Punkt der Kommune Trysil dar.
Im Osten der Kommune liegt der Fulufjellet-Nationalpark (Fulufjellet nasjonalpark). Dieser wurde 2012 ausgewiesen und setzt sich auf schwedischer Seite im Nationalpark Fulufjället fort.

## Einwohner
Die Einwohner der Kommune leben weit verstreut und viele Täler der Kommune sind bewohnt. Die größte Konzentration liegt im Tal der Trysilelva vor, wo auch der Verwaltungssitz Innbygda und etwas südlich davon Nybergsund liegt. In der Kommune leben viele Einwanderer aus Schweden. Die Zahl der Einwohner ist rückläufig: Während bis in die 1960er-Jahre noch über 8000 Personen in Trysil lebten, sank die Einwohnerzahl im Laufe der 2000er-Jahre unter 7000. In der Gemeinde liegen zwei sogenannte Tettsteder, also zwei Ansiedlungen, die für statistische Zwecke als eine städtische Siedlung gewertet werden. Diese sind Nybergsund mit 365 und Innbygda mit 2569 Einwohnern (Stand: 1. Januar 2024).
Die Einwohner der Gemeinde werden Trysling genannt. Offizielle Schriftsprache ist wie in vielen Kommunen in Innlandet Bokmål, die weiter verbreitete der beiden norwegischen Sprachformen.
| Jahr          | 1986 | 1990 | 1995 | 2000 | 2005 | 2010 | 2015 | 2020 | 2025 |
| ------------- | ---- | ---- | ---- | ---- | ---- | ---- | ---- | ---- | ---- |
| Einwohnerzahl | 7386 | 7330 | 7306 | 7069 | 6882 | 6763 | 6569 | 6627 | 6542 |

## Geschichte

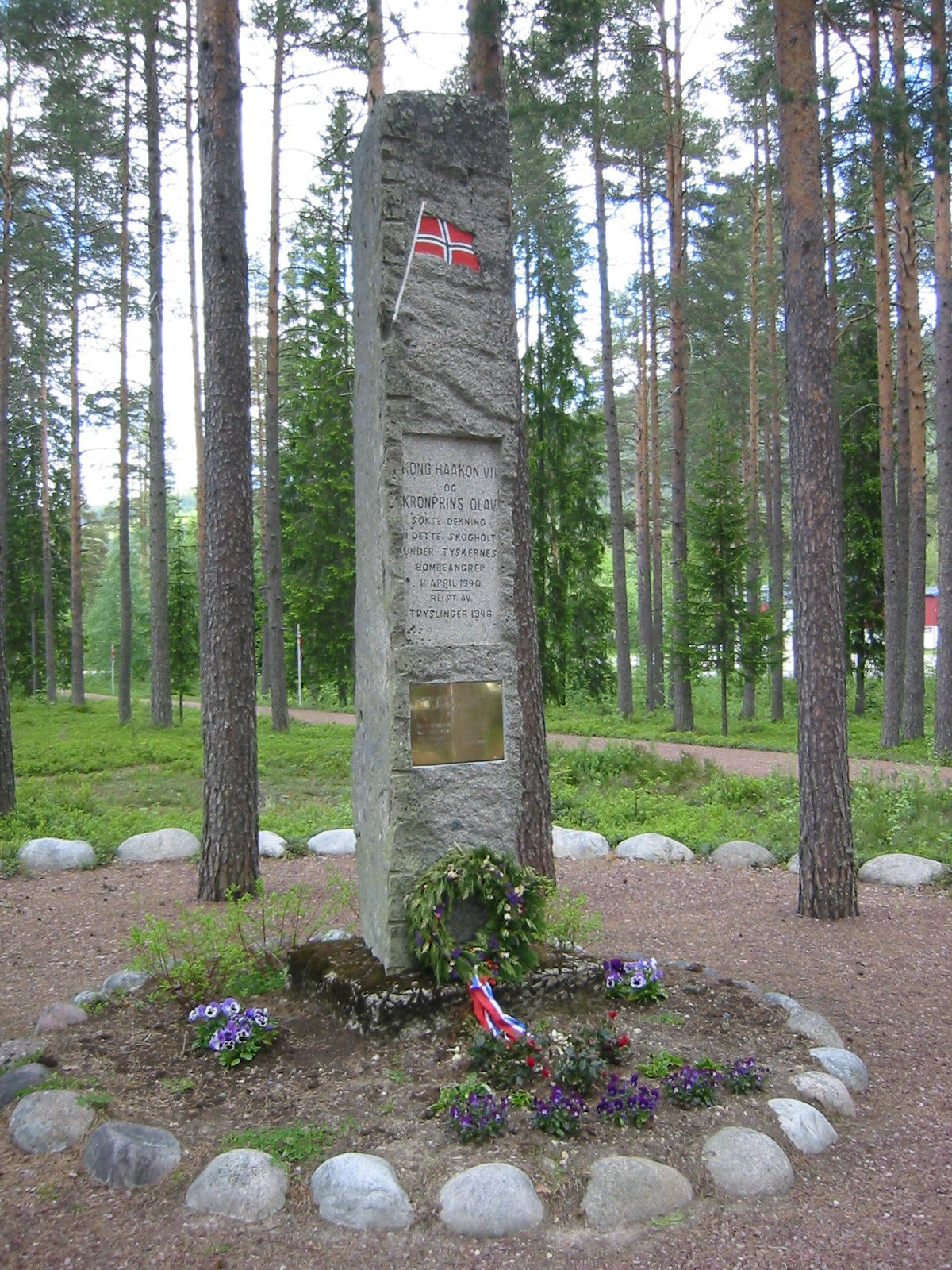
Gedenkstein an den deutschen Bombenangriff auf Nybergsund im April 1940

Die Kommune Trysil entstand im Rahmen der Einführung der kommunalen Selbstverwaltung im Jahr 1837. Im Jahr 1880 wurde ein Areal mit 302 Einwohnern an die Nachbarkommune Åmot überführt. Zum 1. Januar 1911 wurde ein Gebiet mit 291 Einwohnern abgespalten und mit Teilen der Kommunen Ytre Rendal, Øvre Rendal und Tolga zur neuen Kommune Engerdal fusioniert. Bis zum 31. Dezember 2019 gehörte Trysil dem damaligen Fylke Hedmark an. Dieses ging im Zuge der Regionalreform in Norwegen in das zum 1. Januar 2020 neu geschaffene Fylke Innlandet über.
Das Dorf Nybergsund wurde am 11. April 1940 von der deutschen Luftwaffe bombardiert, als sich König Håkon VII. und Kronprinz Olav dort aufhielten. Ein Gedenkstein erinnert heute an das Geschehen.

## Wirtschaft und Infrastruktur

### Verkehr
Parallel zur Trysilelva führt der Fylkesvei 26 durch die Kommune. Bei Nybergsund wird die Straße vom Riksvei 25 gekreuzt. Dieser verläuft Richtung Osten zur schwedischen Grenze und Richtung Südwesten in die Stadt Elverum. Von beiden Straßen zweigen in Trysil weitere Straßen in die weiteren Täler der Kommune ab.
Der Riksvei 25 zwischen Elverum und Trysil wurde als Kompensation für in den 1960er-Jahren verworfene Pläne zum Bau einer Eisenbahnlinie nach Trysil gebaut.

### Wirtschaft

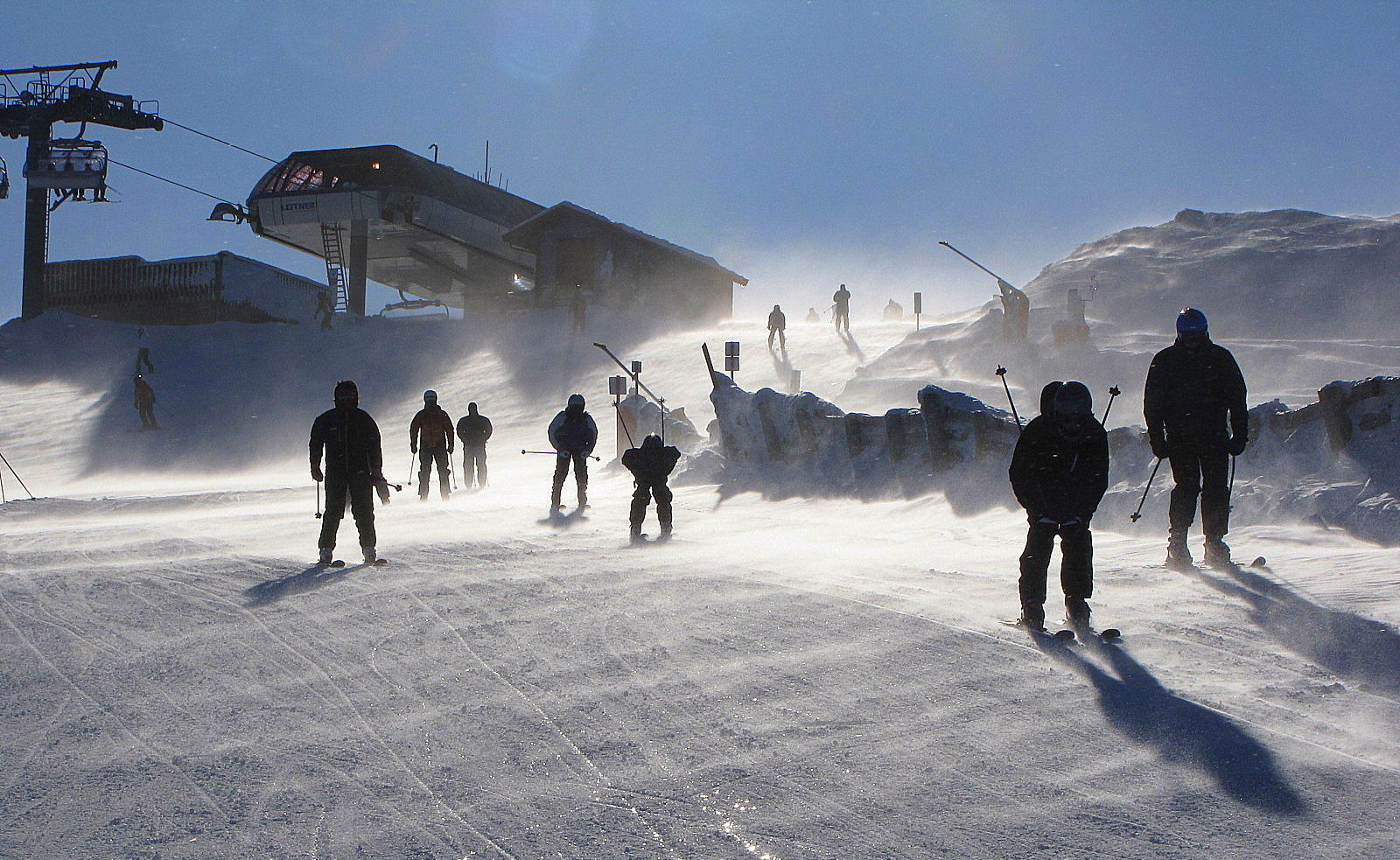
Skipiste in Trysil

Traditionell war für die Lokalwirtschaft vor allem die Land- und Forstwirtschaft von Bedeutung. Im Jahr 2021 wurde lediglich in der Nachbarkommune Elverum mehr Holz geschlagen. Der Wert für Trysil lag bei 296.832 m³. Auf der Trysilelva wurde bis 1991 Holz geflößt. Die Zahl der Arbeitsplätze in der Forstwirtschaft ging mit steigendem Mechanisierungsgrad zurück. Im Bereich der Industrie ist die Holzindustrie der wichtigste Zweig. Im Jahr 1964 wurde das Wasserkraftwerk Lutufallet in Betrieb genommen, das zwischen 1981 und 2010 eine mittlere Jahresproduktion von etwa 67 GWh hatte. Es nutzt eine Fallhöhe von zirka 14 Metern aus.
Mit der Zeit gewann der Tourismus mehr wirtschaftliche Bedeutung für die Kommune. Am Trysilfjellet und am Fulufjellet wurden mehrere Skipisten angelegt und Trysil bildet eines der größten Wintersportzentren des Landes. Viele der Urlauber kommen aus Schweden und Dänemark. In Trysil werden mehrere Hotels betrieben und es gibt größere Hyttenfelder, also Siedlungen, die aus Hytten bestehen. Trysil ist die Kommune mit den zweitmeisten Hytten und Ferienhäuser des Landes. Im Jahr 2022 befanden sich über 6900 Hytten und Ferienhäuser in der Kommune, womit Trysil nur hinter Ringsaker zurücklag. Im Dienstleistungssektor sind viele Arbeitsplätze auf den Tourismus zurückzuführen. Im Jahr 2021 arbeiteten von rund 3200 Arbeitstätigen etwa 2650 in Trysil selbst, etwas über 100 Personen pendelten in die Nachbarkommune Elverum. Jeweils über 50 Personen arbeiteten in Oslo und Engerdal.

## Kultur und Sport
Im Jahr 1855 wurde in Trysil das erste Skirennen der Welt veranstaltet. Der Verein Trysilgutten gilt als der älteste Skiclub der Welt. Bekannte Wintersportler aus der Kommune sind unter anderem Johan Sætre und Hallgeir Brenden. Die Sagenfigure Trysil-Knut soll ebenfalls ein Skiläufer aus Trysil gewesen sein. Die Figur taucht im Gedicht Trysil-Knut von Bernt Lund aus dem Jahr 1861 sowie im gleichnamigen Film aus dem Jahr 1942 auf. Neben Wintersportlern brachte die Kommune auch mehrere Schriftsteller hervor, zu diesen gehören Sven Moren sowie dessen Tochter Halldis Moren Vesaas. Über Trysil gibt es das Lied Trysilsangen (deutsch das Trysillied), das im Jahr 1916 von Per Strandvold geschrieben wurde.
In der Kommune befinden sich mehrere Kirchen. Die Trysil kirke ist eine Holzkirche mit kreuzförmigen Grundriss aus dem Jahr 1861. Architekt war Christian Heinrich Grosch. Die Ljørdalen kirke wurde elf Jahre später errichtet. Im Jahr 2000 fertiggestellt wurde die Nordre Trysil kirke. Das Kirchgebäude hat einen fächerförmigen Grundriss. Weitere Kirchen sind unter anderem die Tørberget kirke und die Søre Osen kirke.
Das Trysil/Engerdal Museum hat einen Standort in Trysil.

## Name und Wappen
Das seit 1993 offizielle Wappen der Kommune zeigt zwei silberne Skistöcke auf blauem Hintergrund. Trysil wurde im Jahr 1403 als Trysilar erwähnt. Die Bedeutung der ersten Silbe ist nicht gesichert, es handelt sich möglicherweise um einen Flussnamen, der sich vom altnordischen Wort tré (deutsch Baum, Holz) ableitete. Die zweite Silbe leitet sich vom altnordischen sil ab und bedeutet „still fließender Fluss- oder Bachabschnitt“.

## Persönlichkeiten
- Karl Magnus Satre (1904–1955), US-amerikanischer Nordischer Kombinierer
- Harald Johan Løbak (1904–1985), Politiker
- Sigurd Vestad (1907–2001), Skilangläufer
- Halldis Moren Vesaas (1907–1995), Schriftstellerin
- Kåre Hatten (1908–1983), Skilangläufer
- Paul Ottar Satre (1908–1984), US-amerikanischer Nordischer Kombinierer
- Halvor Næs (1928–2022), Skispringer
- Hallgeir Brenden (1929–2007), Skilangläufer
- Tormod Haugen (1945–2008), Schriftsteller
- Johan Sætre (* 1952), Skispringer
- Øivind Nerhagen (* 1958), Biathlet
- Jan Axel Blomberg (* 1969), Schlagzeuger
- Thomas Kolåsæter (* 1976), Quizspieler
- Sigmund Løvåsen (* 1977), Schriftsteller